# Hradní náměstí
Hradní náměstí (polsky Plac Zamkowy) je náměstí v městském obvodě Śródmieście ve Varšavě.
Bylo vybudováno v letech 1818–1821 podle návrhu Jakuba Kubického. Budovy na náměstí byly zničeny v letech 1939 a 1944. V letech 1949–1958 bylo náměstí zrekonstruováno v jednotném architektonickém stylu.
Na východní straně náměstí se nachází Královský hrad. Mimo jiné zde začíná Královská cesta.

## Historie
Náměstí vzniklo v letech 1818–1821 podle návrhu Jakuba Kubického v důsledku demolice hospodářských budov Královského hradu, Krakovské brány a několika měšťanských domů. Nachází se na místě bývalého předního nádvoří hradu. Tato oblast byla od Čerského předměstí (nyní ulice Krakowskie Przedmieście) a Bernardýnského náměstí oddělena městskými hradbami.
Na jihovýchodní straně náměstí se nacházel katolický kostel, postavený na přelomu 16. a 17. století, a měšťanský dům. V roce 1844 byly tyto budovy zbourány.
V roce 1843 byl v souvislosti s výstavbou viaduktu Pancera zbourán bývalý katolický kostel, v němž sídlila mimo jiné varšavská konzervatoř.
Budovy na náměstí byly poničeny při obléhání Varšavy v roce 1939. Kompletně zničeny byly během Varšavského povstání.
V roce 1948 byl pod náměstím vybudován tunel, který nahradil viadukt Pancera, jenž byl v únoru téhož roku zbourán. V roce 1949 bylo náměstí propojeno s tunelem eskalátorem. Náměstí bylo vydlážděno žulovými kostkami. Po mnoho let sloužilo jako parkoviště a konečná stanice mnoha autobusových linek.